# Lisne, Krasnîi Luci
Lisne (în ucraineană Лісне) este un sat în orașul regional Miusînsk din orașul regional Krasnîi Luci, regiunea Luhansk, Ucraina.

## Demografie
Componența lingvistică a localității Lisne
     Ucraineană (64,71%)
     Rusă (35,29%)
Conform recensământului din 2001, majoritatea populației localității Lisne era vorbitoare de ucraineană (64,71%), existând în minoritate și vorbitori de rusă (35,29%).